# قائمة قرارات مجلس الأمن التابع للأمم المتحدة لعام 1972
تتضمن قائمة قرارات مجلس الأمن التابع للأمم المتحدة لعام 1972 جميع القرارات الصادرة عن مجلس الأمن التابع للأمم المتحدة خلال العام 1972.

## القائمة
| رقم القرار | الرمز            | نص القرار                         | موضوع القرار |
| ---------- | ---------------- | --------------------------------- | --- |
| 308        | S/RES/308 (1972) | نص الوثيقة على موقع الأمم المتحدة | طلب منظمة الوحدة الأفريقية الخاص بعقد اجتماعات مجلس الأمن في العاصمة الأفريقية                                   |
| 309        | S/RES/309 (1972) | نص الوثيقة على موقع الأمم المتحدة | ناميبيا |
| 310        | S/RES/310 (1972) | نص الوثيقة على موقع الأمم المتحدة | ناميبيا |
| 311        | S/RES/311 (1972) | نص الوثيقة على موقع الأمم المتحدة | مسألة الصراع العنصري في جنوب أفريقيا الناجمة عن سياسات التمييز العنصري المتبعة من قبل حكومة جمهورية جنوب أفريقيا |
| 312        | S/RES/312 (1972) | نص الوثيقة على موقع الأمم المتحدة | الأقاليم تحت الإدارة البرتغالية                                                                                  |
| 313        | S/RES/313 (1972) | نص الوثيقة على موقع الأمم المتحدة | الشرق الأوسط |
| 314        | S/RES/314 (1972) | نص الوثيقة على موقع الأمم المتحدة | رودسيا الجنوبية                                                                                                  |
| 315        | S/RES/315 (1972) | نص الوثيقة على موقع الأمم المتحدة | مسألة قبرص |
| 316        | S/RES/316 (1972) | نص الوثيقة على موقع الأمم المتحدة | الشرق الأوسط |
| 317        | S/RES/317 (1972) | نص الوثيقة على موقع الأمم المتحدة | الشرق الأوسط |
| 318        | S/RES/318 (1972) | نص الوثيقة على موقع الأمم المتحدة | رودسيا الجنوبية                                                                                                  |
| 319        | S/RES/319 (1972) | نص الوثيقة على موقع الأمم المتحدة | ناميبيا |
| 320        | S/RES/320 (1972) | نص الوثيقة على موقع الأمم المتحدة | رودسيا الجنوبية                                                                                                  |
| 321        | S/RES/321 (1972) | نص الوثيقة على موقع الأمم المتحدة | الشكوى المقدمة من السنغال                                                                                        |
| 322        | S/RES/322 (1972) | نص الوثيقة على موقع الأمم المتحدة | الأقاليم تحت الإدارة البرتغالية                                                                                  |
| 323        | S/RES/323 (1972) | نص الوثيقة على موقع الأمم المتحدة | ناميبيا |
| 324        | S/RES/324 (1972) | نص الوثيقة على موقع الأمم المتحدة | مسألة قبرص |

## المرجع
1. ↑  "Security Council Resolutions" (بالإنجليزية). الأمم المتحدة. Archived from the original on 2018-07-25. Retrieved 22 شباط / فبراير 2017. {{استشهاد ويب}}: تحقق من التاريخ في: |تاريخ الوصول= (help)